# Les Exilés (Holmès)
Pour les articles homonymes, voir Les Exilés (homonymie).
Les Exilés est une mélodie d'Augusta Holmès composée en 1894.

## Composition
Augusta Holmès compose Les Exilés en 1894 sur un poème qu'elle écrit elle-même. Il existe deux versions, l'une pour voix élevées, l'autre pour voix graves en si  majeur. L'illustration est due à P. Borie. L'œuvre est publiée aux éditions Enoch frères et Costallat.